# Grand Göteborg

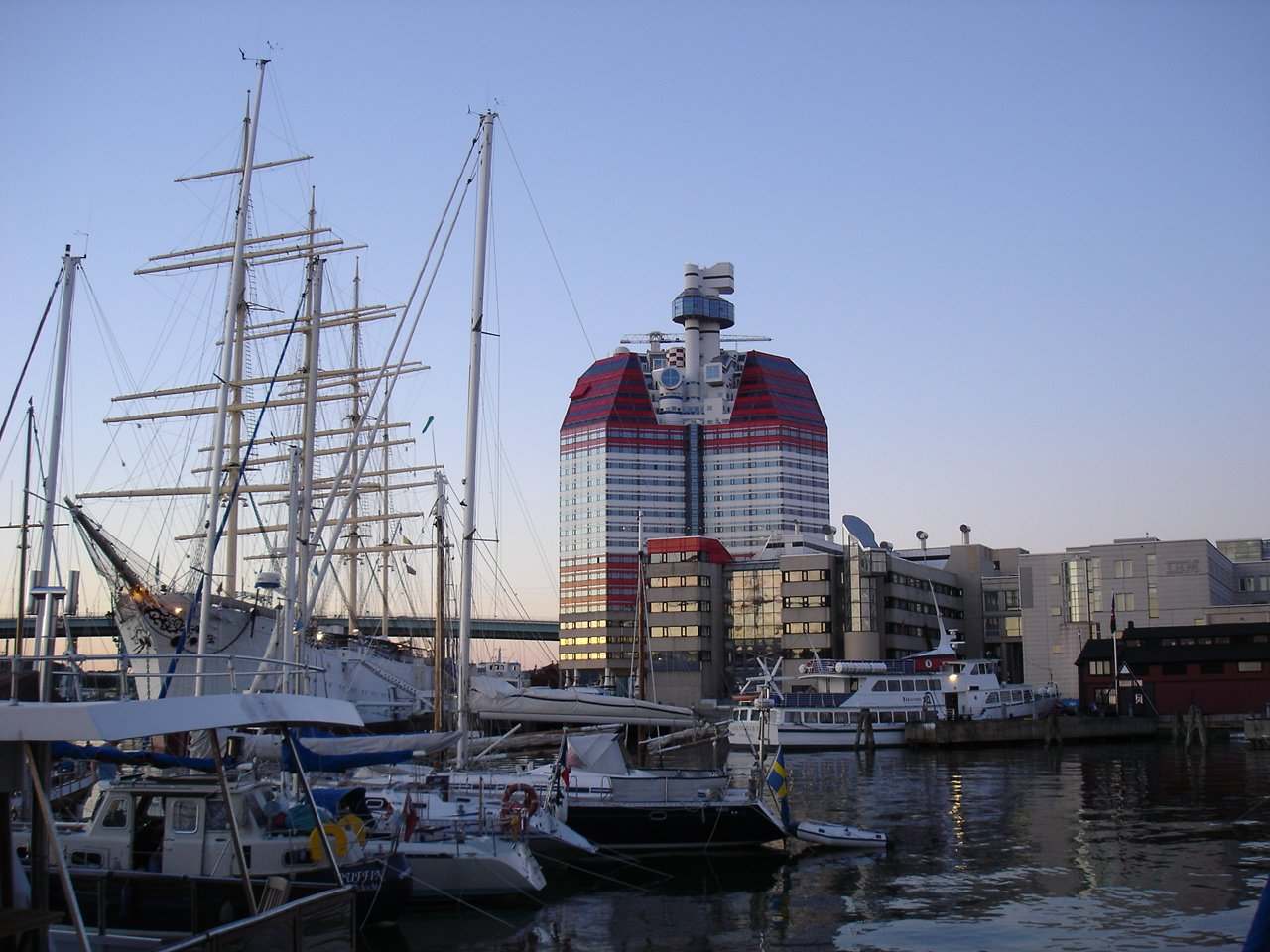
Le gratte-ciel de Skanska sur la rive gauche du Göta älv

Le grand Göteborg, en suédois « Storgöteborg », est le nom de l'aire urbaine formée par la commune de Göteborg et ses communes environnantes. Elle se situe dans le comté de Västra Götaland, à l'exception de la commune de Kungsbacka qui appartient au comté de Halland. C'est la deuxième aire urbaine de Suède après celle du grand Stockholm.
Cette région, qui compte 911,406 habitants (2009), est d'une très grande importance stratégique, due surtout à son emplacement à mi-chemin entre les capitales des trois pays scandinaves, à l'endroit où l'axe Stockholm-Göteborg croise celui d'Oslo-Copenhague. Elle possède le deuxième aéroport de Suède, l'aéroport de Göteborg-Landvetter, ainsi qu'un second aéroport plus petit, le Göteborg City Airport utilisé surtout par les compagnies à bas prix. La gare de Göteborg est la deuxième gare de la Suède. Enfin, le port de Göteborg est le plus grand port des pays nordiques.
Les grands groupes de Volvo et de SKF ont tous deux leur siège à Göteborg, où on trouve aussi deux universités : l'Université de Göteborg et Chalmers tekniska högskola ainsi qu'un grand hôpital, l'hôpital universitaire de Sahlgrenska.
Les termes de « grand Göteborg » et de « grand Stockholm » sont utilisés surtout en statistiques. Depuis le 1er janvier 2005, le SCB (l'INSEE suédois) range aussi les communes d'Alingsås et de Lilla Edet dans le grand Göteborg.
| Commune     | Habitants | Superficie en km² | Densité par km² | Partie             | Appartenance régionale | Appartenance régionale        | Appartenance régionale   | Appartenance régionale |
| Commune     | Habitants | Superficie en km² | Densité par km² | Partie             | Province               | Comté (avant 1998)            | Comté (actuel)           |                        |
| ----------- | --------- | ----------------- | --------------- | ------------------ | ---------------------- | ----------------------------- | ------------------------ | ---------------------- |
| Kungälv     | 38 842    | 365               | 106,4           | Nord               | Bohuslän               | Comté de Göteborg et de Bohus | Comté de Västra Götaland |                        |
| Stenungsund | 23 148    | 254               | 91,1            | Nord               | Bohuslän               | Comté de Göteborg et de Bohus | Comté de Västra Götaland |                        |
| Tjörn       | 14 996    | 168               | 89,3            | Nord               | Bohuslän               | Comté de Göteborg et de Bohus | Comté de Västra Götaland |                        |
| Öckerö      | 12 216    | 26                | 469,8           | Nord               | Bohuslän               | Comté de Göteborg et de Bohus | Comté de Västra Götaland |                        |
| Göteborg    | 487 488   | 451               | 1080,9          | Centre             | Bohuslän               | Comté de Göteborg et de Bohus | Comté de Västra Götaland |                        |
| Göteborg    | 487 488   | 451               | 1080,9          | Centre             | Västergötland          | Comté de Göteborg et de Bohus | Comté de Västra Götaland |                        |
| Mölndal     | 58 581    | 147               | 398,5           | Sud-est            |                        | Comté de Göteborg et de Bohus | Comté de Västra Götaland |                        |
| Partille    | 33 652    | 57                | 590,4           | Sud-est            |                        | Comté de Göteborg et de Bohus | Comté de Västra Götaland |                        |
| Härryda     | 32 238    | 268               | 120,3           | Sud-est            |                        | Comté de Göteborg et de Bohus | Comté de Västra Götaland |                        |
| Lerum       | 36 866    | 260               | 141,8           | Nord-est           | Comté d'Älvsborg       |                               | Comté de Västra Götaland |                        |
| Ale         | 26 636    | 318               | 83,8            | Nord-est           | Comté d'Älvsborg       |                               | Comté de Västra Götaland |                        |
| Alingsås    | 36 231    | 475               | 76,3            | Nord-est           | Comté d'Älvsborg       |                               | Comté de Västra Götaland |                        |
| Lilla Edet  | 12 932    | 317               | 40,8            | Nord-est           | Comté d'Älvsborg       |                               | Comté de Västra Götaland |                        |
| Kungsbacka  | 70 575    | 611               | 115,5           | Sud                | Halland                | Comté de Halland              | Comté de Halland         |                        |
| Total       | 884 401   | 3717              | 237,9           | SCB: le 31/06/2006 | SCB: le 31/06/2006     | SCB: le 31/06/2006            | SCB: le 31/06/2006       |                        |

## Localités
Les vingt localités les plus importantes par la population du grand Göteborg en 2000.
|    | Localité    | Commune                   | Habitants |
| -- | ----------- | ------------------------- | --------- |
| 1  | Göteborg    | Göteborg/Mölndal/Partille | 495 849   |
| 2  | Mölndal     | Mölndal                   | 35 717    |
| 3  | Alingsås    | Alingsås                  | 22 361    |
| 4  | Kungälv     | Kungälv                   | 20 454    |
| 5  | Kungsbacka  | Kungsbacka                | 17 133    |
| 6  | Lerum       | Lerum                     | 15 543    |
| 7  | Mölnlycke   | Härryda                   | 13 675    |
| 8  | Lindome     | Mölndal                   | 10 505    |
| 9  | Stenungsund | Stenungsund               | 9 625     |
| 10 | Billdal     | Göteborg/Kungsbacka       | 9 053     |
| 11 | Nödinge-Nol | Ale                       | 8 873     |
| 12 | Torslanda   | Göteborg                  | 8 467     |
| 13 | Floda       | Lerum                     | 7 850     |
| 14 | Onsala      | Kungsbacka                | 6 893     |
| 15 | Kållered    | Mölndal                   | 6 593     |
| 16 | Landvetter  | Härryda                   | 5 486     |
| 17 | Lilla Edet  | Lilla Edet                | 4 910     |
| 18 | Hönö        | Öckerö                    | 4 815     |
| 19 | Älvängen    | Ale                       | 3 764     |
| 20 | Öckerö      | Öckerö                    | 3 910     |